# Antaeus
Antaeus est un groupe de black metal français, originaire de Maisons-Laffitte, dans les Yvelines.

## Biographie
Antaeus se forme en 1993, mais en tant que projet parallèle de Tragos Adein. Après quelques années de répétitions et de recherche de musiciens, trois démos sortiront (Reh, Demo 1, split avec Eternal Majesty) ainsi que des cassettes live sur différents labels).
Leur premier album, Cut Your Flesh and Worship Satan, est issu de titres démo ré-enregistrés, et publié au label Baphomet Records. Antaeus signe avec le label Osmose Productions pour le second album, De Principii Evangelikum, avant de changer pour Norma Evangelium Diaboli en 2006 lors de la sortie du troisième album, Blood Libels,. L'année suivante, en 2007, Ajna ressort l'album avec Season of Mist, qui en décrit les titres comme « un black metal agressif avec une pincée (ou dix) de death metal jetée dedans »,. L'album se clôt sur un titre de neuf minutes un quart, décrit par la même source comme « si intense qu'il en est presque littéralement insupportable ».
En 2006, Antaeus fait une tournée de concerts en Europe avec le groupe Secrets of the Moon. Le groupe décide de ne plus se produire sur scène à partir de juillet 2015.
En 2016, le groupe sort son quatrième album "Condemnation".

## Discographie

### Albums studio
- 2000 : Cut your flesh and Worship Satan
- 2002 : De Principii Evangelikum
- 2006 : Blood libels
- 2016 : Condemnation

### Albums live
- 1999 : Nihil Khaos - live '99
- 2002 : Satanik Audio Violence
- 2014 : Satanic Audio Violence 2013 - Live at Wolf Throne Festival

### Démos
- 1995 : Y.A.T.B.O.T.W.
- 1996 : Supremacist Dawn
- 1998 : Promo'98

### EPs
- 1999 : Rekordin 2000-1
- 2004 : Rot

### Splits
- 1998 : Eternal Majesty and Antaeus
- 2001 : Reverse Voices of the Dead (avec Necrophagia)
- 2001 : SPK Kommando (avec Hell Militia, Deviant et Eternal Majesty)
- 2002 : Antaeus/Aosoth
- 2003 : Antaeus and Krieg Live Split CD
- 2005 : From the Entrails to the Dirt (avec Malicious Secrets, Mütiilation et Deathspell Omega)
- 2009 : Antaeus / Katharsis

## Membres

### Membres actuels
- MkM – chant (depuis 1994) (Aosoth, ex-Tenebrare, ex-Deviant, ex-Haceldama, ex-Temple of Baal, session pour Nachtmystium)
- Set – guitare (depuis 1996) (ex-Aes Dana, Aosoth, ex-Sublime Cadaveric Decomposition)

### Anciens membres et session
- A. – basse (1993), (Blut Aus Nord)
- Piat (aka Antaeus) – guitare (1993–1996)
- Storm (aka Hellblaster) – batterie (1994–2003)
- Black Priest – basse (1994)
- Kheer – basse (1995–1996)
- Olivier – guitare (1996)
- ZVN – batterie (2003–2007)
- Philipe – basse (1996)
- Thorgon – guitare (1998–2003)
- Sagoth (Eternal Majesty) – basse (1998–2003)
- LSK – basse (2003–2008)